# 地域リーグ (フットサル)
地域リーグ（ちいきリーグ）は、日本の各地区毎で行われる、フットサルのリーグ戦である。

## 概要
全国9各地域協会主管により開催されている。各リーグ上位チームは、日本フットサル連盟主催のFUTSAL地域チャンピオンズリーグに進出する。
Fリーグ準会員リーグにも参加するチームは、地域リーグとFリーグ準会員リーグを並行して試合を行う。
リーグ戦の方式や参加チーム数などは、各地域リーグによって異なる。地域によっては、女子リーグが行われている。
試合は基本的に各節を1つの会場で行う集中開催方式で行われている。例外として、一部のFリーグクラブの下部組織の試合を、そのクラブのFリーグ公式戦の前座試合として行う（例として名古屋オーシャンズサテライト）ケースや、1つの節を複数の会場で行う（例として2つの会場に6チームが集まり3試合ずつを行う）ケースもある。

## 地域リーグ一覧
以下、データは2016年現在。

### 北海道フットサルリーグ
北海道で行われている地域リーグ。
10チームが参加しており、通年開催の2回戦総当たりで行われている。前期を1stステージ、後期を2ndステージと称しているが、順位は通年での勝ち点の合計で決定される。
女子1部リーグには7チームが参加しており、通年開催の2回戦総当たりで行われている。女子2部リーグには11チームが参加しており、通年開催の1回戦総当たりで行われている。

### 東北フットサルリーグ
東北地方で行われている地域リーグ。
1部リーグ9チーム・2部南北リーグ計14チームが参加しており、通年開催の1回戦総当たりで行われている。
女子リーグには7チームが参加しており、通年開催の1回戦総当たりで行われている。

### 関東フットサルリーグ
関東地方で行われている地域リーグ。
1部リーグには9チームが参加しており、通年開催の2回戦総当たりで行われている。2部リーグには12チームが参加しており、通年開催の1回戦総当たりで行われている。
女子リーグには9チームが参加しており、1回戦総当たりのリーグ戦と、その後の上位リーグ・下位リーグで行われている。ただし、順位決定は年間の通算勝ち点で行うので、上位リーグのチームの順位を下位リーグのチームが上回る場合もあり得る。

### 北信越フットサルリーグ
北信越地方で行われている地域リーグ。
12チームが参加しており、通年開催の1回戦総当たりで行われている。
女子リーグには6チームが参加しており、通年開催の1回戦総当たりで行われている。

### 東海フットサルリーグ
東海地方で行われている地域リーグ。
1部10チーム・2部10チームが参加しており、通年開催の1回戦総当たりで行われている。
女子リーグには10チームが参加しており、通年開催の1回戦総当たりで行われている。

### 関西フットサルリーグ
関西地方で行われている地域リーグ。
1部リーグには12チームが参加しており、通年開催の1回戦総当たりで行われている。2部リーグには8チームが参加しており、1回戦総当たりのリーグ戦と、その後の上位リーグ・下位リーグで行われている。
女子リーグには13チームが参加しており、参加チームを2ブロックに分けてブロック内で1回戦総当たりを行う1stステージと、1stステージの順位に基づく3グループ内で1回戦総当たりを行う2ndステージで行われている。

### 中国フットサルリーグ
中国地方で行われている地域リーグ。
1部リーグには5チームが参加しており、通年開催の2回戦総当たりで行われている。2部リーグには8チームが参加しており、通年開催の1回戦総当たりで行われている。
女子リーグには5チームが参加しており、通年開催の1回戦総当たりで行われている。

### 四国フットサルリーグ
四国地方で行われている地域リーグ。
8チームが参加しており、通年開催の2回戦総当たりで行われている。

### 九州フットサルリーグ
九州地方で行われている地域リーグ。
1部8チーム、2部8チームが参加しており、1回戦総当たりのリーグ戦と、その後の上位リーグ・下位リーグで行われている。
女子リーグには8チームが参加しており、通年開催の1回戦総当たりで行われている。